# Denka (Automarke)
Denka war eine japanische Automarke.

## Markengeschichte
Nippon Electric Car Manufacturing aus Amagasaki begann 1938 mit der Produktion von Automobilen. Der Markenname lautete Denka. Alle Fahrzeuge waren Elektroautos. Zu der Zeit der Benzinknappheit gab es dafür einen Markt. Der Zweite Weltkrieg brachte 1940 eine Unterbrechung. Die Produktion wurde 1947 fortgesetzt; 1951 kam sie zum Erliegen. Es gibt allerdings auch Hinweise bis ins Jahr 1958. Der einzige bekannte Absatzmarkt war Japan.

## Fahrzeuge
Ein Elektromotor trieb die Fahrzeuge an. Genannt werden Personenkraftwagen, Lieferwagen und Lastkraftwagen sowie der Umbau von benzinbetriebenen Wagen zu Elektroautos.
Das erste Modell aus der Zeit von 1938 bis 1940 war der Standard Sedan. Dies war eine zweitürige Limousine mit 280 cm Länge. Der Motor leistete 2,75 PS. 1940 folgte ein überarbeitetes Modell Sedan. Das Fahrgestell hatte 190 cm Radstand. Die Fahrzeuglänge betrug 273 cm. Die Limousine war viertürig ausgelegt. Die Motorleistung wurde auf 3,5 PS gesteigert. Die Nachfolger von 1947 bis 1949 und von 1949 bis 1951 hatten die gleichen Daten und unterschieden sich nur optisch.
Der Markt wünschte Fahrzeuge, die nicht so sehr nach Elektroautos aussahen. Insbesondere Prince Jidōsha Kōgyō mit der Marke Tama bot solche Fahrzeuge an. So kam es zwischen 1949 und 1951 zu einer Zusammenarbeit mit Kanto Electric Motor Works. Kanto nahm das Fahrgestell vom Toyota SD, setzte eine eigenständige Karosserie als viertürige Limousine darauf und montierte einen Elektromotor. Fertig war der BA. Von ihm entstanden 90 Fahrzeuge.
Der FC erschien Anfang der 1950er Jahre.
1940 sowie von 1947 bis 1949 gab es einen Lkw mit den gleichen Daten wie die Limousine. Das Gleiche gilt für einen Kastenwagen aus der Zeit zwischen 1947 und 1949.
Zunächst 1940 und dann erneut von 1947 bis 1949 wurden Limousinen von Ford Japan zu Elektroautos umgebaut. Zur Wahl standen Elektromotoren mit 7,5 und 10 PS Leistung.